# SummerSlam (1999)
SummerSlam 1999 fue la decimosegunda edición de SummerSlam, un evento pago por visión de lucha libre profesional producido por la World Wrestling Federation (WWF). Fue presentado por el Chef Boyardee.  Tuvo lugar el 22 de agosto de 1999 desde el Target Center en Minneapolis, Minnesota.

## Resultados
- Jeff Jarrett (con Debra) derrotó a D'Lo Brown ganando el Campeonato Europeo de la WWF y el Campeón Intercontinental de la WWF (07:28)
  - Jarrett cubrió a Brown después de un golpe con una guitarra de Mark Henry, cambiando a heel este último.
  - Antes de la lucha, Jarrett corrió a Debra del ringside, pero fue traída de vuelta por Brown, sin embargo, resultó ser una trampa ya que durante el combate Debra intervino a favor de Jarrett.
- The Acolytes (Faarooq and Bradshaw) derrotaron The Hollys (Crash & Hardcore), Edge & Christian, Droz & Prince Albert, Mideon & Viscera y a The Hardy Boyz (Matt & Jeff) (con Gangrel) en un Tag Team Turmoil Match ganando una oportunidad por los Campeonatos en Parejas de la WWF (17:27)
  - Christian cubrió a Matt después de un "Flapjack" de Edge seguido de un "Diving Elbow" de Christian. (8:10)
  - Edge cubrió a Mideon después de un "Spear". (11:20)
  - Edge cubrió a Albert después de un "Flapjack". (13:23)
  - Bradshaw cubrió a Christian después de un "Chotlestine from Hell". (15:54)
  - Farooq cubrió a Hardcore después de un "Spinebuster". (17:27)

- Al Snow derrotó a The Big Boss Man en un Hardcore Match con Road Dogg como invitado especial ganando el Campeonato Hardcore de la WWF (07:25)
  - Snow cubrió a Big Boss después de golpearle las entrepiernas con dos bolas de billar luego de ser atacado por una tonfa por Road Dogg.
  - Después de la lucha, Snow atacó a The Blue Meanie y Steven Richards en el estacionamiento de la arena cuando estos intentaron secuestrar (Kayfabe) a Pepper, la perra de Snow.

- Ivory derrotó a Tori reteniendo el Campeonato Femenino de la WWF (04:11)
  - Ivory cubrió a Tori luego de un Roll-up.
  - Después de la lucha, Ivory intento quitarle el sostén a Tori hasta que fue salvada por Luna Vachon quién persiguió a Ivory.

- Ken Shamrock derrotó a Steve Blackman en un Lion's Den Weapons Match (09:05)
  - Shamrock golpeó a Blackman con un Kendo Stick hasta incapacitarlo para continuar el combate.
  - Este fue el último PPV de Shamrock en WWF.

- Test derrotó a Shane McMahon en un Greenwich Street Fight (12:14)
  - Test cubrió a Shane después de un Diving Elbow.
  - Durante el combate, The Mean Street Posse intervinieron a favor de Shane McMahon, pero Gerald Brisco y Pat Patterson hicieron su regreso para atacarlos.
  - Como resultado, Test podrá tener una relación con Stephanie McMahon sin que Shane interfiriese.
  - Si Shane ganaba, Test tenía prohibido ser novio de Stephanie.
  - Después de la lucha, Stephanie salió a celebrar con Test.

- The Unholy Alliance (The Undertaker & The Big Show) (con Paul Bearer) derrotaron a X-Pac & Kane ganando los Campeonatos en Parejas de la WWF (12:00)
  - The Undertaker cubrió a X-Pac después de un Tombstone Piledriver.

- The Rock derrotó a "Mr. Ass" Billy Gunn en un Kiss My Ass Match (10:11)
  - Rock cubrió a Gunn tras un Rock Botton y un People's Elbow.
  - Durante la lucha, The Rock forzó a Gunn a besar el trasero de una mujer obesa que Gunn trajo para humillarlo.

- Mankind derrotó a Steve Austin (c) y a Triple H (con Chyna) (con Jesse Ventura como Árbitro Especial) ganando el Campeonato de la WWF  (16:24)
  - Mankind cubrió a Austin con un Double Underhook DDT.
  - Durante la lucha, Chyna y Shane McMahon interfirieron a favor de Triple H, sin embargo, pero la primera fue expulsada por Ventura mientras Shane fue atacado por Austin y Ventura.
  - Después de la lucha, Triple H atacó a Austin con una silla.

## Otros roles
| Comentaristas - Jerry "The King" Lawler - Jim Ross Entrevistadores - Michael Cole - Kevin Kelly Otros - Howard Finkel - Anunciador - Mark Yeaton | Comentaristas en español - Carlos Cabrera - Hugo Savinovich Árbitros - Mike Chioda - Earl Hebner - Jim Korderas - Theodore Long - Tim White |